# Спарток I
Спарток I (грч. Σπαρτοκος; умро 433. п. н. е.) - владар Босфорског краљевства у периоду 438/437. - 433/432. п. н. е. Оснивач је династије Спартокида. 
Помиње га у својим делима Диодор Сицилијски: "на архонту у Атини, Теодор... у Азији, који је владао над кимеријским Босфором, такозвани Археанактиди, владали су 42 године. Власт је освојио Спарток и владао 7 година “
Што се тиче доласка на власт и порекла Спартока, од древних аутора нема директних информација, и стога постоје различите научне хипотезе 
Без сумње, моћ Спартока била је тиранска. Највероватније, био је на високом положају током претходне династије Археанактида, био је један од најближих племића владара или је командовао војним трупама. 
Што се тиче порекла Спартока, изражена су мишљења о његовом пореклу из грчке аристократске породице, скитског миљеа, Меота, Синда или Трачана. Тренутно се најновија верзија може сматрати универзално прихваћеном. Као главни аргумент да је име „Спарток“ тракијског порекла, је да ке у Тракији у то време био познат кнез са таквим именом. Поред тога, бројне традиције укопа Спартокида указују на тракијски утицај. У новије време, неки аргументи поново су изражени у корист грчког порекла династије, међутим, све док ова хипотеза није постала популарна.